# リクレアツィオン・ダルカディア
リクレアツィオン・ダルカディア（Ricreation d'Arcadia）は、ヨーロッパに在住する日本人の音楽家4人（松永綾子、山口幸恵、懸田貴嗣、渡邊孝）によって構成される古楽アンサンブル・グループ。グループ名は、イタリア・バロックの作曲家ビアジョ・マリーニ（Biagio Marini, 1594年 - 1663年）の楽曲の題名にちなんでつけられた。

## メンバー
- 松永綾子（ヴァイオリン）
- 山口幸恵（ヴァイオリン）
- 懸田貴嗣（チェロ）
- 渡邊孝（チェンバロ・オルガン）

## 経歴
4人は、2003年から開催されている「ヘンデル・フェスティバル・ジャパン（HFJ）」オーケストラの中心メンバーでもある。レパートリーは1600年から1800年のバロック・古典派初期の室内楽作品（主にトリオソナタ）に焦点をあてて、ヴィヴァルディ、コレッリ、J.S.バッハ、モーツァルトといった有名作曲家のみならず、バロック期の未出版作品などもコンサートで取り上げている。
2004年11月、ロヴェレート（イタリア）での第8回ボンポルティ国際古楽コンクールのアンサンブル部門で第1位、聴衆賞、ORF（オーストリア国営放送）録音賞を受賞。本選の模様はイタリアとORFラジオで放送された。翌2005年のイタリア、スロベニアでのコンサート・ツアーを皮切りに、ヨーロッパ各地での数多くの音楽祭に招聘されている。特に2007年オーストリア・メルク音楽祭でのコンサートはドイツの古楽専門誌「Concerto」上で批評され、非常に高い評価を得た。2008年にORFレーベルへのCD録音を予定している。
これまでに以下の音楽祭に招聘されている。
アッカデミア・フィラルモニカ（ボローニャ）、アッソチャツィオーネ・フィラルモニカ（ロヴェレート）、アミーチ・デッラ・ムジカ（ミラノ）、ウルビーノ古楽国際音楽祭（ウルビーノ）、グランデッツェ&メラヴィッリ（モデナ）、トレント古楽祭（トレント）、新バロック音楽週間（ブレシア）、サン・マウリツィオ（ミラノ）、MITO音楽祭（ミラノ） - 以上 イタリア
ブレジーチェ音楽祭（スロベニア）、メルク国際バロック週間（メルク、オーストリア）、インテーネ音楽祭（オーストリア）、エッカルトツァウ城コンサートシリーズ（オーストリア）、“フィオーリ・ムジカーリ”コンサートシリーズ（ザンクトフローリアン、オーストリア）
また日本国内では、目白バ・ロック音楽祭でグナール・レツボール、エンリコ・ガッティ、ラ・ヴェネシアーナと共演している（ラ・ヴェネシアーナとのコンサートはNHK-BSで録画・放送された）。